# Qili, Gansu
Qili (kinesiska: 七里) är en köping i nordvästra Kina. Den ligger i Dunhuang i staden Jiuquan i provinsen Gansu, omkring 920 kilometer nordväst om provinshuvudstaden Lanzhou. Antalet invånare är 14 734. Befolkningen består av 7 114 kvinnor och 7 620 män. Barn under 15 år utgör 19,0 %, vuxna 15-64 år 74 %, och äldre över 65 år 6,0 %.